# Karel Hartmann
Karel Hartmann (* 6. Juli 1885 in Pibrans, Österreich-Ungarn; † 16. Oktober 1944 im KZ Auschwitz, Deutsches Reich) war ein tschechoslowakischer Eishockeyspieler und -funktionär.

## Karriere und Leben
Karel Hartmann wurde in eine reiche jüdische Familie hineingeboren, die in Pibrans (Mittelböhmen) ansässig war. Wenige Jahre nach seiner Geburt zog die Familie nach Prag.

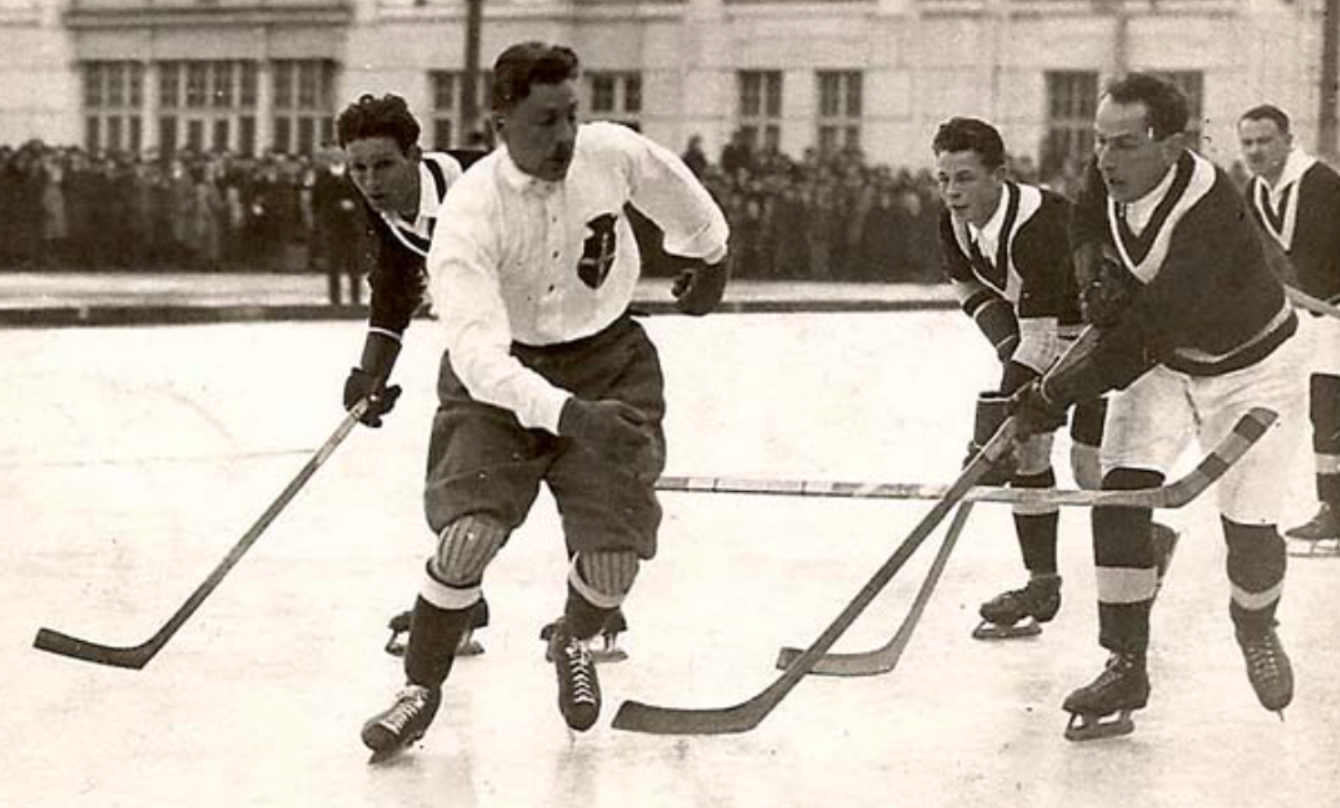
Karel Hartmann (re.) im Trikot des AC Sparta Prag (Wien 1924)

Vor dem Ersten Weltkrieg spielte er für Ceská sportovní spolecnost Eishockey auf der Position des Rover, wobei er für seine Schnelligkeit auf dem Eis bekannt war. Nach Ende des Krieges spielte er weiter für diesen Klub, bis dieser aufgelöst wurde, und schloss sich danach dem AC Sparta Prag an. Bei diesem Verein spielte er zwischen 1921 und 1928.
Bei den Olympischen Sommerspielen 1920 in Antwerpen gewann er mit der tschechoslowakischen Nationalmannschaft die Bronzemedaille im olympischen Eishockeyturnier. Zwischen 1922 und 1923 war er Vizepräsident des LIHG und Präsident des Tschechoslowakischen Eishockeyverbandes. 1923 gewann er zudem die Bronzemedaille bei der Europameisterschaft.
Hartmann war von Beruf Anwalt, arbeitete über viele Jahre auch als Sportjournalist und war Vizepräsident des AC Sparta Prag.
Hartmann praktizierte den jüdischen Glauben nicht, sondern konvertierte zum Katholizismus. Trotzdem wurde er mit seiner Familie im Juli 1942 in das KZ Theresienstadt deportiert. Am 16. Oktober 1944 wurden Hartmann und seine Frau in das KZ Auschwitz überführt, wo sie noch am selben Tag den Tod fanden. Seine beiden Söhne Jan und Jiri überlebten den Holocaust und wanderten später nach Nordamerika aus.

## Erfolge und Auszeichnungen
- 1920 Bronzemedaille bei den Olympischen Sommerspielen
- 1921 Silbermedaille bei der Europameisterschaft
- 1922 Goldmedaille bei der Europameisterschaft
- 1923 Bronzemedaille bei der Europameisterschaft